# Ignacio Castillo Cottin
Ignacio Castillo Cottin (Caracas, Venezuela; 12 de diciembre de 1982) es un cineasta, estratega narrativo y consultor en comunicaciones venezolano. Es reconocido por sus largometrajes La Virgen Negra (2008), El Inca (2016, postulada oficialmente por Venezuela a los Premios Oscar) y La Danubio (2020), todos con destacada distribución internacional. Más allá del cine, ha construido una carrera multifacética como fundador y director de Pa’ Los Panas, una firma boutique de comunicaciones con sede en Caracas que combina visión estratégica, diseño narrativo y ejecución de alto nivel. Bajo su liderazgo, la empresa se ha consolidado como una de las agencias más influyentes de Venezuela, desarrollando campañas de gran escala para marcas, instituciones y proyectos culturales con una estética cuidada y fuerte impacto comunicacional.
Castillo Cottin se distingue por su enfoque integral: conceptualiza, lidera y entrega proyectos que conectan el cine, la publicidad, la comunicación institucional y la estrategia política, con una profunda sensibilidad por lo social y lo cultural.

## Carrera
Ignacio comenzó su carrera artística en teatro a los 16 años, escribiendo y dirigiendo tres obras durante el bachillerato, dos de ellas presentadas en el Ateneo de Caracas. Luego se trasladó a Los Ángeles, donde estudió Cine en la Universidad del Sur de California (USC) y Ciencias Políticas en California State University Northridge (CSUN). Durante este tiempo trabajó como reportero freelance para el diario El Nacional en las secciones de Cultura y Política. Al regresar a Venezuela, cofundó la revista de periodismo de investigación Contrabando, editada por la Cadena Capriles. 

#### Cine
En 2008, Castillo Cottin estrena su primer largometraje, La Virgen Negra, una comedia de realismo mágico protagonizada por Carmen Maura, Angélica Aragón, Matheus Nachtergaeele y Carolina Torres. Tuvo su estreno en la Mostra de Cine de São Paulo y fue proyectada en múltiples festivales internacionales. En 2022, se presentó una reedición especial La Virgen Negra exhibida en la edición 59 de la Biennale di Venezia. 
En 2009, Random House Mondadori publica Penélope, un libro de cuentos de ficción escrito por Castillo Cottin. Un año más tarde, presenta en Caracas, la Comedia En Blanco, un monólogo teatral de su autoría y bajo su dirección, que obtiene excelente crítica y agota prácticamente sus dos temporadas.
Su segundo largometraje, El Inca (2016), basado en la vida del boxeador Edwin Valero, fue la selección oficial de Venezuela para los Premios Oscar y se convirtió en la primera película censurada por el Estado venezolano. Recibió múltiples premios y fue exhibida en festivales como Morelia, Miami, Chicago y Goa.
En 2020 dirigió su primer documental, La Danubio, sobre una legendaria pastelería caraqueña y la familia detrás de ella. Estrenado durante la pandemia, logró una amplia distribución internacional y está disponible en plataformas como Filmin, Apple TV y Vudu.
En 2020, dirige La Danubio, un documental producido por Pa' Los Panas que cuenta la historia de la pastelería más famosa de Caracas y la dinámica familiar que hay detrás de este negocio.
Actualmente prepara dos nuevas producciones: Fashionably Late (2025–2026), un cortometraje de ficción, y Un día, 50 años después (2026), un documental sobre El Sistema y su legado cultural.

#### Publicidad
Seguidamente, Ignacio empieza su carrera como director de comerciales, donde hasta hoy, ha realizado importantes campañas para empresas como Coca Cola, Jeep, Kraft, Nestlé, Ford, Movistar, Ron Santa Teresa, Kellogg´s entre otras. Asimismo, ha dirigido comerciales para Organizaciones No Gubernamentales como Acción Solidaria, Caja Mágica y Senos Ayuda, obteniendo premios y reconocimientos a nacional e internacionalmente.

#### Docencia
Ha sido profesor invitado y conferencista en instituciones venezolanas como la Universidad Metropolitana, Universidad Católica Andrés Bello, Universidad Central de Venezuela, Universidad Monteávila y Universidad Santa María. En el IESA ha participado en programas ejecutivos, conectando creatividad con visión estratégica empresarial, enfocado en narrativa, storytelling y cultura visual.

#### Afiliaciones y roles institucionales
- Miembro de la Asociación Nacional de Autores Cinematográficos (ANAC) desde 2008; miembro de su junta directiva entre 2010 y 2014.

- Miembro de la Academia de Ciencias y Artes Cinematográficas de Venezuela desde 2018.
- Presidente del Comité de Selección de Venezuela para los Premios Oscar durante cuatro años consecutivos (2019–2022).
- Jurado en el Festival del Cine Venezolano en cuatro ediciones, así como en CCS DOC y otros eventos nacionales.

## Pa' Los Panas
Fundada en 2005, Pa’ Los Panas (anteriormente conocida como Pa’ Los Panas Producciones) comenzó como una casa productora de cine y publicidad, y evolucionó en 2019 en una empresa de comunicaciones. Con sede en Caracas, la firma combina producción audiovisual, estrategia creativa, contenido digital y consultoría comunicacional.
Entre sus clientes se encuentran Nestlé, McDonald’s, Ron Carúpano, Granos Pantera, el Maratón CAF, el Sistema Nacional de Orquestas y la Policlínica Metropolitana. Desde 2025, Pa’ Los Panas es miembro de VenAmCham y FEVAP. 

#### Proyectos destacados:
En 2008, produce La Virgen Negra, su primer largometraje y en 2009, se asocia con Soda Producciones en la realización de comerciales publicitarios. Esta relación se mantiene hasta 2017.
En 2010, Pa' Los Panas realiza su primera obra de teatro titulada En Blanco.
En 2015, empieza la producción de El Inca, su segunda película, estrenada al año siguiente. Ese mismo año Pa' Los Panas abre sus oficinas en el CC Mata de Coco, en Chacao, donde se mantienen hoy en día.
En plena Pandemia del Covid-19, Pa' Los Panas produjo su tercer largometraje y su primer documental, La Danubio.
Desde 2021 hasta la actualidad, lleva las comunicaciones integrales de la Policlínica Metropolitana dentro de las cuales participamos desde de sus comunicaciones en redes sociales, hasta la creación, conceptualización, producción, gestión de relaciones públicas y estrategia de medios de la Expo Metropolitana en el marco de sus 50 años.
Entre 2022 y 2023, Pa’ Los Panas realiza la creación, realización y ejecución de campañas integrales para Granos Pantera como Lo Mejor De Ti, acompañado de activaciones estratégicas de marca, campañas digitales y campañas ATL, posicionando a la marca como la empresa líder en granos del país y un aumento en el alcance de sus comunicaciones. 
En 2023, Pa’ Los Panas desarrolla el concepto,  ejecución y estrategia comunicacional para redes sociales de Ron Carúpano XO resaltando el origen e innovación de la marca a través de la realización de piezas audiovisuales y gráficas sensoriales de los elementos esenciales que componen el blend, logrando un mayor alcance en las publicaciones y posicionando al XO como el mejor blend de rones tanto nacional como internacionalmente. 
Para finales de 2023, Pa’ Los Panas junto al Centro Comercial Líder, a través de la realización de proyectos, gestión estratégica de medios y relaciones públicas consolidamos la unión de la Organización Miss Venezuela - Líder para la realización del certamen de belleza en Espacio.
Campañas institucionales, políticas y sociales con enfoque narrativo y transmedia.
En 2024, Pa’ Los Panas se involucra en el relanzamiento del Maratón CAF, liderando la estrategia de relaciones públicas, contenido digital y producción audiovisual, reposicionando el evento como un emblema deportivo y cultural de alcance continental. 
Ese mismo año, trabaja con Nestlé Venezuela en campañas como Pets At Work y Enfrentados, asumiendo desde la conceptualización hasta la ejecución audiovisual y la estrategia de PR. 
También realiza campañas para McDonald’s Venezuela, incluyendo El Match Perfecto —en alianza con la Federación Venezolana de Fútbol— y Siempre de Moda, una campaña 360° orientada al relanzamiento de su línea de productos de pollo (McChicken y McNuggets). Las cuales generararon un aumento de más del 30% en ventas, y consolidación de su alianza con la Vinotinto. Castillo Cottin lideró la conceptualización y dirección de las piezas ATL, mientras que Pa’ Los Panas ejecutó la estrategia completa incluyendo digital, PR y medios.
En 2025, Pa’ Los Panas realiza para El Sistema la campaña “Vive El Sistema” y el Vive El Sistema Fest, con más de 250 conciertos en todo el país. Rebranding y manual de marca de la Orquesta Sinfónica Simón Bolívar.

## Industria Cinematográfica
En 2005, Ignacio Castillo Cottin funda Pa' Los Panas. 
En 2008, estrena La Virgen Negra en la Mostra de Sao Paulo, donde Ignacio es nominado como Mejor Joven Director. El largometraje cuenta con la participación de Carmen Maura, Angélica Aragón, Matheus Nachtergaeele y Carolina Torres. 
Ese mismo año (2008) Ignacio se convierte en miembro de la Asociación Nacional de Autores Cinematográficos (ANAC) y en el 2010, forma parte de la junta directiva, cargo que desempeñará hasta el 2013. 
En noviembre de 2016, Castillo Cottin estrena en las salas de cine de Venezuela El Inca, una película protagonizada por Alexander Leterni y Scarlett Jaimes. Este largometraje se convierte en la primera película censurada en la historia del cine venezolano, por causa de una medida judicial que viola la libertad de expresión contemplada en la Constitución de la República Bolivariana de Venezuela.
En 2018, Castillo Cottin forma parte del jurado del Festival Venezolano de Cine de Mérida. El año anterior (2017) presidió el Jurado del festival de Cortos Universitarios en el marco del mismo Festival Venezolano de Cine de Mérida.

También el mismo año (2018), Castillo Cottin se convierte en miembro de la Academia de Ciencias y Artes Cinematográficas de Venezuela (ACACV).
Ignacio Castillo Cottin ejerce como Presidente del Comité de Selección para escoger la película venezolana que representa al país en los premios Oscar. Inicialmente es electo para la edición del año 2019 (La Familia), luego es reelecto para la edición de los premios Oscar del 2020 (Yo, imposible), y nuevamente para la edición del 2021 (Once Upon A Time In Venezuela).
En 2023 forma parte del jurado de largometrajes en la novena edición del CCS DOC, el festival de documentales más importante de Venezuela.

### La Virgen Negra
La Virgen Negra (2008) es una película escrita y dirigida por Ignacio Castillo Cottin y producida por Pa’ Los Panas. El largometraje protagonizado por Carmen Maura, Angélica Aragón, Matheus Nachtergaeele y Carolina Torres narra los sorpresivos cambios que sufren los habitantes de un pueblo pesquero en el Caribe tras la aparición de una virgen negra.
La película se proyecta por primera vez en La Mostra de Sao Paolo donde es nominada para los premios de Mejor Película y Mejor Joven Director. Entre los reconocimientos de La Virgen Negra destacan:

En 2022, se realiza una reedición para ser mostrado en la Biennale di Venezia 59. Esta versión se encuentra disponible en el canal de Youtube de Pa' Los Panas y es transmitido en televisión abierta nacional como parte de la programación de Venevisión.
São Paolo International Film Festival (2008):
- Nominado: Competencia de Nuevos Directores, Mejor Largometraje

Festival del Cine Venezolano (2008):
- Ganador: Premio del Público, Mejor Largometraje.

Syracuse International Film Festival (2009):
- Nominado: Mejor Largometraje.

Paraguay Film Festival (2009):
- Nominado: Golden Panambi, Mejor Largometraje.

Manchester International Film Festival(2009):
- Nominado: Festival Price, Mejor Largometraje Internacional.

Park City Film Music Festival (2011):
- Ganador: Gold Medal for Excellence, Best Impact of Music in a Feauture Film - Jury's Choice.

### El Inca
El Inca (2016) es un largometraje dirigido por Ignacio Castillo Cottin y coescrito junto a Ada Hernández. La producción cinematográfica (Pa' Los Panas) representó a Venezuela en la edición 89 de los Premios Oscar y contó con la actuación de Alexander Leterni, Scarlett Jaimes, Miguel Ferrari y Daniela Bueno, entre otros.
El Inca es una trágica historia de amor basada en la vida del dos veces campeón mundial de boxeo Edwin ̈El Inca ̈ Valero. La película se estrenó en Venezuela el 25 de noviembre de 2016, y los primeros días de diciembre, es sacada de las salas de cine del país por causa de una medida judicial, que viola la libertad de expresión contemplada en la Constitución de la República Bolivariana de Venezuela. Después de seis meses fuera de cartelera, el Tribunal de Apelación del circuito judicial de Protección al Niño y al Adolescente, revoca la sentencia que prohibía su reproducción y exhibición en el territorio nacional. En julio de 2017, El Inca se reestrena en el Festival Venezolano de Cine de Mérida dónde se alza con 7 premios, incluidos
premios del público, mejor dirección y mejor actor. Tres días después de que la 
película regresa a las salas de cine nacional, la Sala Constitucional del Tribunal Supremo de Justicia (TSJ) ordena nuevamente la suspensión de la proyección de la película, convocando a una audiencia que nunca se llevó a cabo.
São Paolo International Film Festival (Brasil - 2017):
- Nominado: Competencia de Nuevos Directores, Mejor Largometraje.

International Film Festival of India (IFFI) (India - 2017)
Morelia International Film Festival (México - 2017):
- Nominado: Premio del Público, Mejor Largometraje.

Miami Film Festival (USA - 2017):
- Nominado: HBO Ibero-American Competition, Mejor Largometraje.

Festival del Cine Venezolano (Venezuela -2017):
- Ganador: Mejor Musicalización (Luis Miguel Emmanuelli)
- Ganador: Mejor Actor (Alexander Leterni)
- Ganador: Mejor Director (Ignacio Castillo Cottin)
- Ganador: Mejor Edición (Maikel Jiménez)
- Ganador: Mejor Maquillaje (Stella Jacobs)
- Ganador: Mejor Script (Ada Hernández, Ignacio Castillo Cottin)
- Ganador: Mejor Largometraje (Premio del Público)

INDIEBO (Festival de Cine Independiente de Bogotá)  (Colombia - 2017)
Fine Arts Festival (República Dominicana - 2017)
Cinema Venezuela Miami (USA - 2017)
Cine Latino Film Festival (Australia - 2017)
Hola Mexico Film Festival (México - 2017)
La Película Film Festival (República Checa - 2018)
Academic Hispanic Film Festival (Canadá - 2018)
HAY FILM FESTIVAL- Cartagena (Participación especial) (Colombia - 2018)
Chicago Latino Film Festival (2018):
- Nominado: Largometraje, Mejor Largometraje

### La Danubio
La Danubio (2020) es una película documental dirigida por Ignacio Castillo Cottin. Cuenta la historia del negocio familiar de la pastelería más famosa de Caracas. El largometraje estrena en pandemia. Al igual que El Inca y La Virgen Negra consigue una distribución internacional importante.
Se encuentra disponible en plataformas de streaming como Filmin, Apple Tv y VUDU.
Festival del Cine Venezolano (Venezuela - 2022)
Ganador: Mejor Sonido, Largometraje Documental.

## Premios y nominaciones

### Cine
São Paolo International Film Festival (2008):
- Nominado: Competencia de Nuevos Directores, Mejor Largometraje (La Virgen Negra)

Festival del Cine Venezolano (2008):
- Ganador: Premio del Público, Mejor Largometraje. (La Virgen Negra

Syracuse International Film Festival (2009):
- Nominado: Mejor Largometraje. (La Virgen Negra)

Paraguay Film Festival (2009):
- Nominado: Golden Panambi, Mejor Largometraje. (La Virgen Negra)

Manchester International Film Festival(2009):
- Nominado: Festival Price, Mejor Largometraje Internacional. (La Virgen Negra)

Festival de Cine Venezolano (2017):
- Ganador: Mejor Director - El Inca
- Ganador: Mejor Guion (Ada Herández, Ignacio Castillo Cottin) - El Inca
- Ganador: Mejor Largometraje (Premio del Público) - El Inca

São Paolo International Film Festival (2017):
- Nominado: Competencia de Nuevos Directores, Mejor Largometraje.

International Film Festival of India (IFFI) (2017)
Morelia International Film Festival (2017):
- Nominado: Premio del Público, Mejor Largometraje.

Miami Film Festival (2017):
- Nominado: HBO Ibero-American Competition, Mejor Largometraje.

Chicago Latino Film Festival (2018):
- Nominado: Largometraje, Mejor Largometraje

Festival de Cine Venezolano (2022)
- Ganador: Mejor Sonido, Largometraje Documental.

### Publicidad
Premios ANDA (2011):
- Bronce Mejor Dirección: “Caja Mágica, campaña Paz en las Calles

- Oro en Mejor Dirección: Movistar (Versión Tortugas)

Premios ANDA (2012):
- Bronce Mejor Dirección:Jeep (Versiones Despeje y Abrebocas
- Oro como Mejor Video En línea: Acción Solidaria (Versión Video Porno)
- Oro por Campaña Multimedia: Acción Solidaria (Versión Video Porno)

Ojo Iberoamericano (2012):
- Bronce en Mejor Dirección: Movistar (Versión Tortugas)

Premios ANDA (2013):
- Bronce Mejor Dirección: Ferretotal (Versión Cena)
- Oro en Mejor Dirección: Cheez Whiz

Ojo Iberoamericano (2014):
- Bronce Mejor Dirección: Ferretotal (Versión Cena)

### Otros
Premio Municipal de la Alcaldía de Baruta (1998):
- Segundo lugar en pintura

Premios P&M (2024):
- Pa' Los Panas - Agencia Digital del Año [31][32]

## Comunicaciones Políticas
En 2005, Ignacio Castillo Cottin se gradua en Ciencias Políticas en California State University Northridge (CSUN).

###### Campaña 2012-2013
En Soda Producciones conceptualiza y dirige piezas audiovisuales de las campañas presidenciales (2012-2013) del candidato Henrique Capriles Radonski. 

###### Campaña Gobernación Miranda 2014
En Soda Producciones conceptualiza y dirige la campaña Juntos Somos Más para la Gobernación del Estado Miranda.

###### Plan País
En Pa' Los Panas conceptualiza y produce todo el material audiovisual de Plan País, organismo creado por la Asamblea Nacional de 2015.

###### Campaña Unidad Regionales 2021
En Pa' Los Panas conceptualiza y produce la campaña de la Mesa de la Unidad Democrática para las elecciones regionales y municipales de 2021. 

## Prensa y Publicaciones
1. ↑  Variety (12 de abril de 2018) ‘El Inca’ Director Ignacio Castillo Preps First English-Language Film, ‘The Death of Marquez’ (EXCLUSIVE)
2. 1 2   ESPN (31 de agosto de 2017) Nominada para el Oscar, película del Inca Valero sigue censurada
3. ↑  Rojas, Indira (11 de noviembre de 2020). «Documental “La Danubio”: la receta de la Venezuela exitosa». Prodavinci. Consultado el 19 de marzo de 2023.
4. ↑  Biblioteca Digital Banesco (Noviembre de 2018) Nuevo País del Cine
5. ↑  Redazione (31 de agosto de 2022). «Film venezolano “La Virgen Negra” se proyectará en Venezia en paralelo a la Biennale». La Voce d'Italia (en it-IT). Consultado el 19 de marzo de 2023.
6. ↑  Miope, El (26 de agosto de 2022). «La virgen negra se proyectará en Venecia». El Miope. Consultado el 19 de marzo de 2023.
7. ↑  «La Virgen Negra versión Biennale 2022».
8. ↑  «La Virgen Negra (2008) - Trailer».
9. ↑  La Patilla (2 de marzo de 2017) El director de “El Inca” afirma que su película no es crítica con el chavismo
10. ↑  «Kellogg's y Senos Ayuda - El despertador del optimismo (versión: Laura)».
11. ↑  «Revista P&M, págs. 110-11. Publicación Pa Los Panas con la mirada en el objetivo.».
12. ↑  «Pantera - Linda».
13. ↑  «Ron Carúpano - Lanzamiento XO».
14. ↑  «Maratón CAF 2025».
15. ↑  «Pets At Work 25.08.2023 - Nestlé Purina».
16. ↑  «Purina - Enfrentados».
17. ↑  «McDonald’s | La Vinotinto - El Match Perfecto».
18. ↑  «McDonald's - Siempre De Moda».
19. ↑  «El Sistema Nacional de Coros y Orquestas - Vive El Sistema».
20. ↑  El País (25 de diciembre e 2016) Venezuela censura la película sobre la vida del boxeador Inca Valero
21. ↑  El Estímulo (12 de abril de 2018) Director de “El Inca” debutará en Hollywood con “The Death of Marquez”
22. ↑  Festival Internacional de Cine de Morelia (24 de octubre de 2017) El Inca, by Ignacio Castillo Cottin, was presented at the 15th FICM
23. ↑  El Nuevo Herald (20 de junio de 2018) Campeón invicto, entre el amor y la muerte, llega a los cines de Miami
24. ↑  El Diario (12 de abril de 2018) El venezolano Ignacio Castillo debutará en Hollywood con "The Death of Marquez
25. ↑  Chicago Reader (2016) El Inca
26. ↑  Vice Versa Magazine (31 de marzo de 2017) Ignacio Castillo Cottin: No podemos permitir que exista la censura
27. ↑  Diario Las Américas (25 de septiembre de 2017) "El Inca", censurada en Venezuela, representará al país en los Oscar
28. ↑  https://globovision.com/article/el-inca-representara-a-venezuela-en-los-premios-oscar
29. ↑  BBC (21 de junio de 2017) Quién era "El Inca" Valero y por qué una película basada en su vida está prohibida en Venezuela
30. ↑  Diario El Tiempo “La virgen negra” mezcla realismo mágico y comedia
31. ↑  «Revista P&M, pág 71. Publicidad.».
32. ↑  «Revista P&M, pág. 48. Publicación ganador premio agencia digital.».

- Datos: Q70880490